# Wonder van Scheemda
Wonder van Scheemda is een in de vergetelheid geraakte cultivar van de doperwt. Het is een zoete doperwt die bij drogen kreukt, zoals een kapucijner. Het is een stamdoperwt die zonder steun kan groeien. In de Tweede Wereldoorlog was dat een voordeel omdat rijshout niet voorhanden was doordat het, als alle hout, als brandstof werd gebruikt.
De erwt werd in de jaren twintig al gekweekt door het zaadbedrijf "Zwaan en De Wiljes" in het Groningse Scheemda. De erwt is opgenomen in de 1e beschrijvende rassenlijst voor groentegewassen (1943). De erwt verdween, maar bleef als zaad bewaard bij Stichting De Oerakker en het Centrum voor Genetische Bronnen Nederland (CGN) van Wageningen Universiteit en staat op de  Oranje lijst van groenterassen die in Nederland werden geteeld tussen 1850 en de Tweede Wereldoorlog.
Sinds 2017 wordt deze cultivar in beperkte mate weer commercieel gezaaid.